# 姬豬蝨
姬豬蝨（学名：Haematopinus oliveri），是一種極度瀕危獸蝨科的寄生蟲。
牠的天然特定宿主是姬豬（Porcula salvania），因姬豬在南亞各地已消失，僅在印度阿薩姆邦分布，因此姬豬蝨也只分布於阿薩姆邦。